# Francesco IV Gonzaga
Francesco IV Gonzaga (Mantua, 7 mei 1586 – aldaar, 22 december 1612) was hertog van Mantua en (als Francesco II) van Monferrato van 9 februari tot 22 december 1612. Hij was een zoon van hertog Vincenzo I en Eleonora de' Medici.
Op 19 februari 1608 huwde hij te Turijn met Margaretha van Savoye (1589 – 1655), dochter van hertog Karel Emanuel I. Uit dit huwelijk werden de volgende kinderen geboren:
- Maria Gonzaga (1609 – 1660); ∞ (1627) Karel III van Mayenne (1609 – 1631), hertog van Rethel en Nevers, moeder van Carlo III Gonzaga
- Ludovico (Mantua 27 april 1611 – aldaar 3 augustus 1612)
- Eleonora (Mantua 12 september – 13 september 1612)

Omdat hij zonder mannelijke nakomelingen overleed, werd hij opgevolgd door zijn broer Ferdinando.